# لایو ایرث

نشان کنسرت لایو ارث

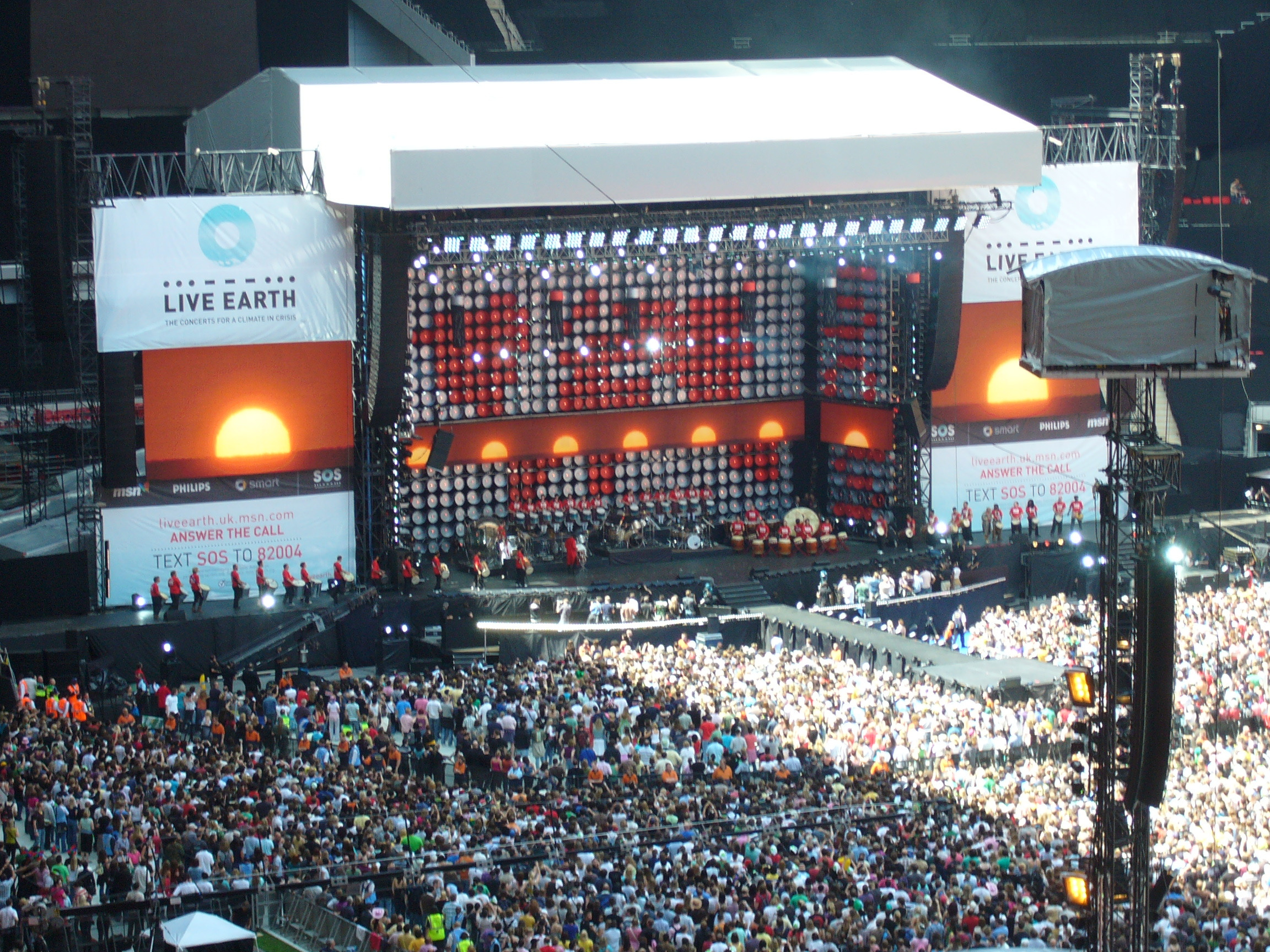
کنسرت لایو ایرث در ورزشگاه ویمبلی در لندن.

لایو ایرث یا زمین زنده (در انگلیسی: Live Earth) نام مجموعه کنسرت‌های موسیقی‌ای در سرتاسر جهان بود که با هدف اطلاع‌رسانی در مورد خطرات گرم شدن دمای زمین به همت ال گور، معاون سابق رئیس جمهور ایالات متحده آمریکا در طی ۲۴ ساعت و در هشت کشور مختلف جهان برپا شد تا توجه جهانیان را به لزوم مقابله با تغییرات آب و هوایی جلب کند.
این کنسرت‌ها در هفتمین روز از هفتمین ماه از هفتمین سال هزاره جدید (۷ ژوئیه سال ۲۰۰۷ میلادی) به نشانه دخیل کردن هر هفت قاره کره زمین (با احتساب قطب شمال و جنوبگان) برگزار شد.
در این کنسرت‌ها بیش از یک صد و پنجاه هنرمند طی بیست و چهار ساعت هنرنمایی کردند و به ادعای برگزارکنندگان کنسرت زمین زنده، بیش از دو میلیارد انسان کنسرت‌ها را از شبکه‌های تلویزیونی و ماهواره‌ای به صورت زنده تماشا کردند.